# Domenico Vantini
Benvenuto Domenico Vantini (Brescia, 14 febbraio 1764 – Brescia, 22 giugno 1821) è stato un architetto, pittore, miniaturista, incisore e collezionista d'arte italiano.

## Biografia
Figlio di Bartolomeo Vantini, fu Domenico, e di Rosa Gasparini, coniugati nel luglio 1752. A quasi 16 anni, nel luglio 1780, esegue un dipinto raffigurante la Visitazione di Sant'Elisabetta, copia dal maestro Sante Cattaneo, per il Conte Giacomo Carrara. 
Nello studio del maestro salodiano furono numerosi gli allievi, tra questi, come scrive Jacopo Germano Gussago biografo del Cattaneo, oltre a Domenico Vantini, considerato dal biografo come uno dei migliori, vi furono: Romualdo Turini, amico del Canova; Carlo Frigerio, genero del maestro; Angelo Arcieri; Luigi Basiletti; Gianantonio Romano; Giovanni Ceni;  i fratelli Faustini; Antonio Manenti; Giuseppe Bianchi. 
Dopo la morte del padre avvenuta il 2 luglio 1780, il giovane Vantini si trasferisce a Mantova come allievo del cremonese Giuseppe Bottani, direttore della sezione di disegno e pittura dell'Accademia di Mantova. Dal maestro cremonese apprese l'arte del neoclassicismo e l'amore per l'antico divenendo importante responsabile delle antichità della città di Brescia. Alla morte del maestro ritornò nella città natale dove visse con la madre fino al 4 settembre 1785 quando si unì in nozze con Oliva Leonesio che gli dette due figli, Carolina Lucrezia nata il 15 giugno 1786 e sei anni dopo, il 17 gennaio 1792, Rodolfo Ferdinando Giovanni che diverrà architetto, noto per il primo cimitero monumentale italiano, quello di Brescia. 
La grande capacità pittorica lo portò ad eseguire dipinti e miniature su avorio. Noto l'autoritratto conservato presso la Galleria d'Arte Moderna di Milano, opera realizzata nel 1812, da lui donata all'Accademia di Belle Arti di Milano come era consuetudine dei soci lasciare in ricordo un proprio ritratto o autoritratto. L'autoritratto, volontariamente rappresenta il suo stato sociale come cultore delle antichità. 

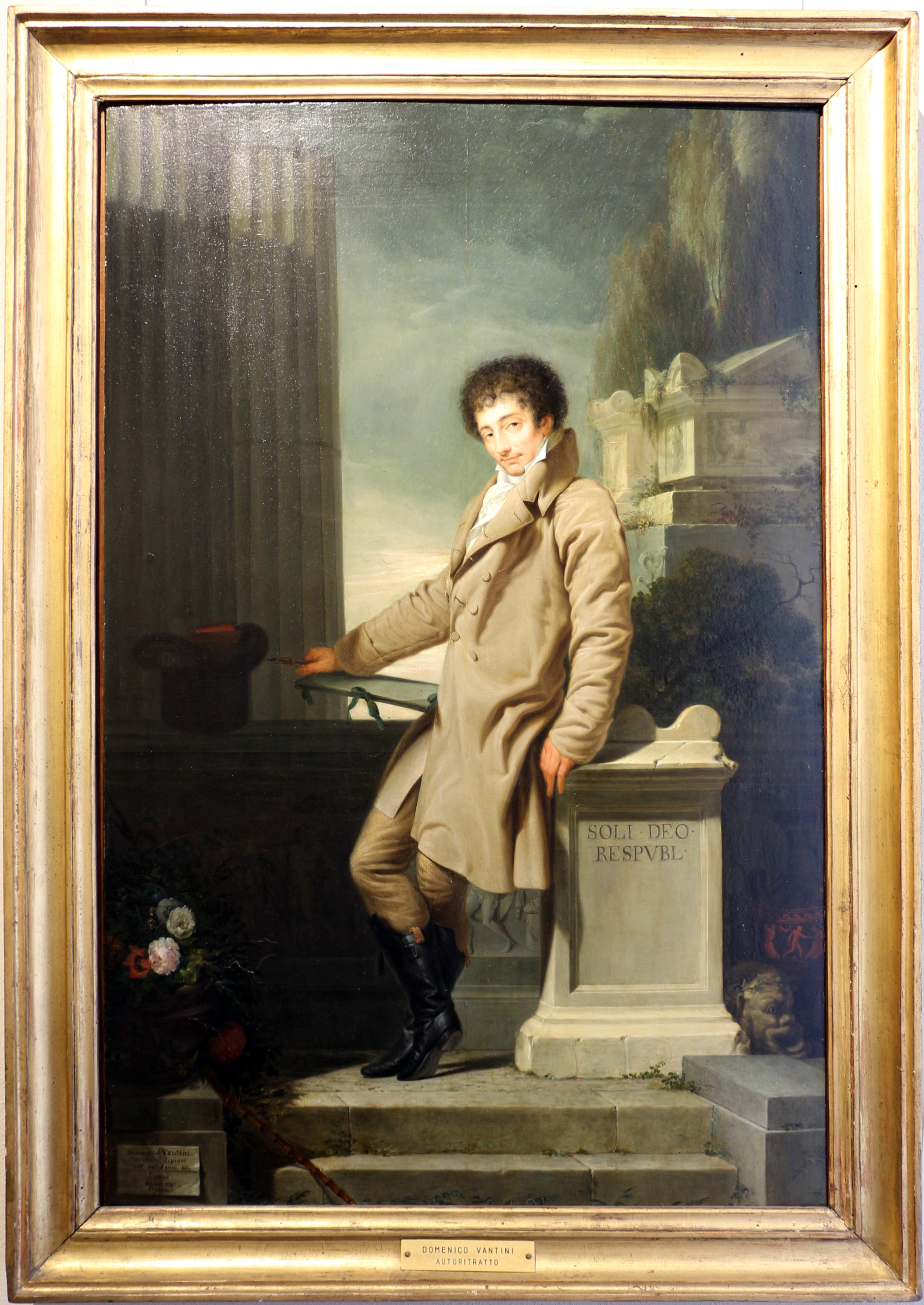
Autoritratto, 1814

## Opere principali
Le sue opere pittoriche conosciute sono un numero esiguo, forse una trentina.
- Ritratto di Agostino Gallo, 1817 - Ateneo di Brescia, palazzo Tosio
- Ritratto del conte G.M. Mazzucchelli, 1819 - Ateneo di Brescia, palazzo Tosio
- S. Anna con Maria giovinetta, 1795 - Canonica di S. Giovanni Evangelista, Brescia
- Ritratto dell'ex Gesuita don Vincenzo Covi, 1796 - Brescia
- Ritratto del padre Oratoriano Antonio Beccalossi, 1795 - quadreria dell'ospedale Maggiore di Milano
- Ritratto di Antonio Canova, 1813 - Civici Musei di Brescia
- Ritratto di Domenico Fornasini, 1814 - Civici Musei di Brescia
- B.V. Maria col Bambino e S. Giovanni Battista, 1811 - Collezione Brognoli, Brescia
- Ritratto di Ugo Foscolo giovane, 1807 - Collezione Filippini, Brescia
- Ritratto del figlio Rodolfo Vantini bambino, 1794 - Collezione privata
- Ritratto del cardinale Giovan Andrea Archetti, 1805 - Collezione privata
- Ritratto del barone Girolamo Monti - Collezione privata
- Allegoria della notte, lunetta, 1810-1811 - Teatro Grande, Brescia
- Affreschi del soffitto nella sagrestia della chiesa parrocchiale di Carcina, Brescia
- Autoritratto - Galleria degli Uffizi, Firenze
- Autoritratto - Galleria d'Arte Moderna, Milano
- Trasverberazione di S. Teresa d'Avila, pala d'altare - chiesa di S. Giacomo Maggiore, Carcina, Brescia
- Sant'Anna e la Vergine Maria, 1795 - (Forse realizzata da Vantini utilizzando come modella la madre Rosa Gasparini e la Figlioletta Carolina) - Chiesa parrocchiale di San Giovanni Evangelista, Brescia
- Una giovane donna con foglio di musica e coroncina tricolore. Miniatura
- Un giovane uomo, dalla lunga capigliatura incipriata
- Ritratto del figlio Rodolfo, adolescente, 1807